# Just A Little Love
«Just A Little Love» es el cuadragésimosexto sencillo del dueto inglés de música electrónica Erasure, que fue publicado el 29 de septiembre de 2017.

Just A Little Love es el tercer corte del álbum World Be Gone.

## Lista de temas
| CD Sencillo 1. Just A Little Love 2. Unsung 3. Just A Little Love - Wider Productions Radio Edit 4. Just A Little Love - Barry Harris Radio Edit 5. Just A Little Love - 7th Heaven Radio Edit 6. Just A Little Love - Bright Light Bright Light Summer Loving Remix 7. Just A Little Love - Dave Ball Remix 8. Just A Little Love - Wider Production Extended Version 9. Just A Little Love - Barry Harris Remix 10. Just A Little Love - 7th Heaven Remix |

## Créditos
Just A Little Love y Unsung son dos canciones escritas por Vince Clarke y Andy Bell.

## Datos adicionales
En 2018, Just A Little Love fue uno de los tres videos adelantos del álbum World Beyond (los otros fueron Oh What A World y Still It's Not Over).